# アイ (秦基博の曲)
「アイ」は、日本の男性シンガーソングライター・秦基博の9枚目のシングル。

## 解説
- 作詞作曲は秦基博（#1・#2）。編曲は松浦晃久（#1）、久保田光太郎（#2）。
- オリコンウィークリーチャートでは初登場5位を記録し、2度目のトップ5入りとなった。
- 初回限定盤には、LIVEパフォーマンスを収録したDVD付。
- 2010年6月9日には、「アイ Premium Package」完全生産限定盤が発売された。

## 収録曲
1. アイ
  - テレビ宮崎『UMKスーパーニュース』エンディング曲
  - 麒麟麦酒「麒麟特製　レモンサワー」CM（2025年4月-）
  - 2015年6月3日に発売された18枚目のシングル「水彩の月」には、本作をリアレンジした「アイ〜Acoustic Session with KAN〜」が収録された[1]。
  - ほぼすべてのライブで披露される秦の代表曲の1つ。プロダクション恒例の屋外ライブ「オーガスタ キャンプ」でもしばしば披露される（次節のほか、収録アイテムは後述）。
2. 夜が明ける（Live at The Room）
  - 2ndアルバム『ALRIGHT』収録曲のスタジオライブバージョン。
3. エイリアンズ（Live at The Room）
  - キリンジの楽曲のカバー。
4. アイ<backing track>

## 初回特典DVD収録内容
- 『しばし京都人 日本のこころをたずねて 上賀茂神社コンサート』 2009年4月24日＠京都・上賀茂神社（世界遺産）

1. 夕暮れのたもと
2. フォーエバーソング
3. 青い蝶
4. キミ、メグル、ボク
5. 虹が消えた日
6. 鱗（うろこ）
7. 風景 －Encore－

- 『Augusta Camp 2009 ～Extra～』 2009年8月29日＠鳥取・湯梨浜町ハワイ夢広場

1. 夏はこれからだ!
2. 青い蝶
3. 鱗（うろこ）
4. シンクロ
5. キミ、メグル、ボク
6. Halation
7. サークルズ

## 「アイ Premium Package」完全生産限定盤
- CDとDVDの2枚組。収録内容はオリジナル盤とは一部異なる。

### 収録曲
1. アイ
2. アイ（弾き語りVersion）
  - Panasonic LUMIX GシリーズCMソング
3. アイ<backing track>

### DVD収録内容
1. 「アイ」ビデオクリップ
2. 「アイ（弾き語りVersion）」ビデオクリップ
3. アイ -from「AND 秦＠F.A.D YOKOHAMA」-

## 試聴（公式）
- アイ(Short ver.) （ミュージックビデオ） - YouTube
- アイ(弾き語りVersion) （ミュージックビデオ） - YouTube

## オーガスタキャンプでの「アイ」演奏を収録したアイテム

### CD
- ALL SONGS MUST PASS BEST LIVE RECORDINGS From Augusta Camp 2012（2013年3月6日）

### 映像作品
- Augusta Camp 2010 ～Live and Documentary～（2010年12月15日）
- Augusta Camp 2012 in YOKOHAMA ～OFFICE AUGUSTA 20TH ANNIVERSARY～（2013年3月27日）
- Augusta Camp 2012 in KOCHI & AMAMI ～OFFICE AUGUSTA 20TH ANNIVERSARY～（2013年4月24日）
- Sukimaswitch in Augusta Camp 2013（2014年7月23日） - スキマスイッチと共演

## カバー作品
アイ
- D-LITE (from BIGBANG) - 2013年2月。カバーアルバム『D'scover』収録[2]。
- Sarah Raz - 2013年7月。Chiakiとのカバーアルバム『秦キュンBossa』収録[3]。
- クリス・ハート - 2014年。カバーアルバム『Heart Song II』収録。
- 柴咲コウ - 2015年6月。カバーアルバム『こううたう』収録。
- 一青窈 - 2015年7月。カバーアルバム『ヒトトウタ』収録[4]。
- KAN - 2016年6月。ライブアルバム『弾き語りばったり ♯19 今ここでエンジンさえ掛かれば』収録[1]。
- FUKI - 2018年。カバーEP『I LOVE YOU』収録[5]。